# دانيال غلاس
دانيال غلاس (بالإنجليزية: Daniel Glass)‏ هو منتج أسطوانات وملحن أمريكي، ولد في 1956 في بروكلين في الولايات المتحدة.